# Schlacht an der Aisne (1914)

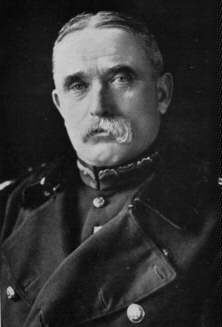
John French

Die erste Schlacht an der Aisne vom 12. bis 28. September 1914 entwickelte sich infolge des Rückzuges des deutschen Westheeres nach der Niederlage an der Marne. Sie war die erste Schlacht des Ersten Weltkrieges, in der sich die Truppen wegen des starken Artilleriebeschusses neben den Angriffen auch in Schützengräben verteidigen mussten. Die Schlacht markiert den Beginn des Stellungskrieges an der Westfront.

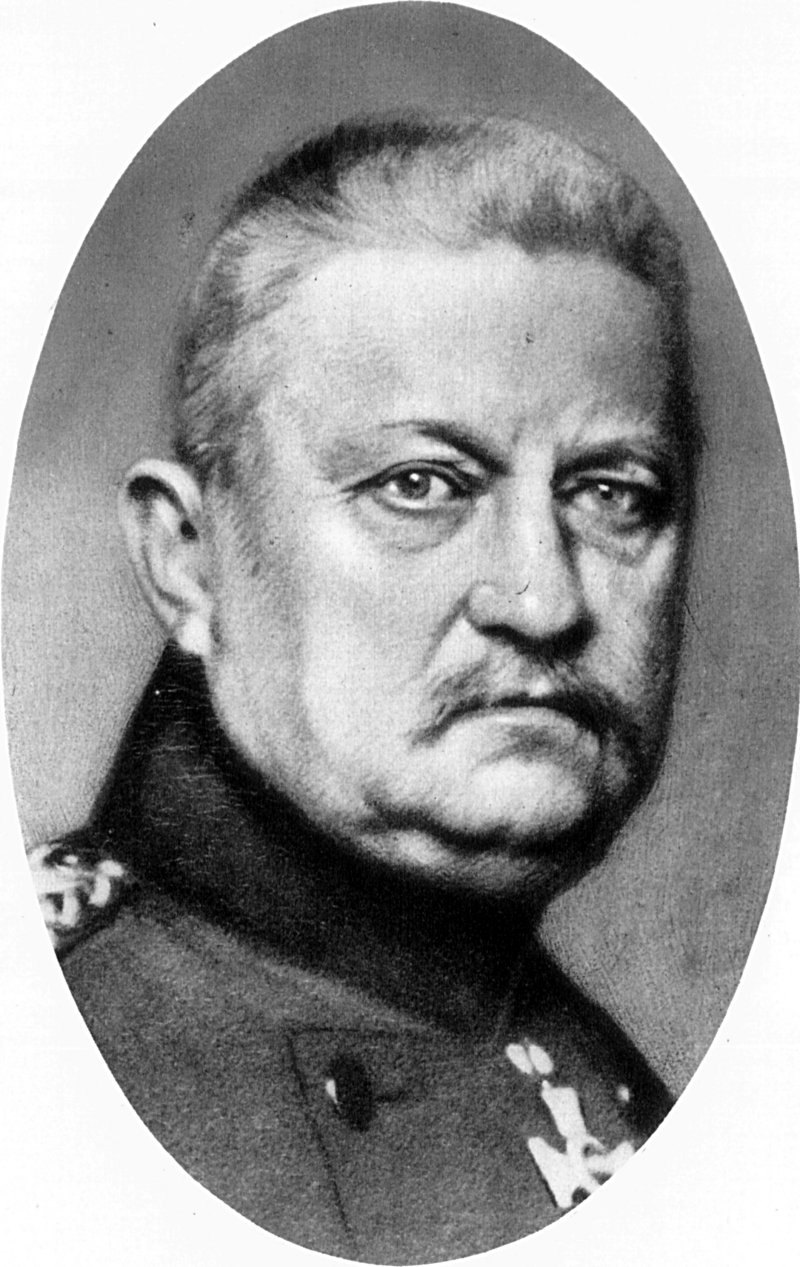
Karl von Bülow (1915)

Nach dem Abbruch der Marneschlacht am 9. September gelang es Generaloberst Karl von Bülow, den rechten deutschen Heeresflügel auf das nördliche Aisneufer zurückzuführen. An der neuen Frontlinie an der Aisne von Noyon über Soissons bis Reims konnten alle alliierten Durchbruchsversuche nach Norden abgeschlagen werden. In der ersten Phase der Schlacht vom 12. bis 15. September standen vor dem Eintreffen der 7. Armee – 32 deutsche Divisionen mit 680.000 Mann etwa 720.000 Alliierten (6,5 britischen und 26 französischen Divisionen) gegenüber. Der französische Oberbefehlshaber Marschall Joseph Joffre drängte die 5. und 9. Armee zur harten Verfolgung der deutschen 2. Armee, das dazwischen operierende etwa 80.000 Mann starke British Expeditionary Force unter General Sir John French spielte in der Schlacht eine zentrale Rolle – ihre drei Korps griffen zwischen Soissons – Vregny – Vailly bis Bourg et Comin gegen die strategisch wichtige Hochfläche des Chemin des Dames an. Rechts davon bildete der Angriff des französischen 18. Korps zwischen Beaurieux und Pontavert einen weiteren Schwerpunkt in Richtung auf die noch bestehende Frontlücke bei Craonne; hier versuchten die Alliierten erneut die deutsche Front aufzubrechen. Am Brennpunkt der Schlacht im Raum südlich Laon wurde ab dem 12. September das durch den Fall der Festung Maubeuge freigewordene VII. Reserve-Korps unter General von Zwehl eingeschoben, sowie die seit dem 13. September aus dem Elsass herangeführte deutsche 7. Armee. Nicht direkt an der Aisneschlacht beteiligt waren die zwischen Reims und Suippes zurückgegangene 3. Armee, die östlicher anschließende 4. Armee und die 5. Armee. Nachdem in der zweiten Phase vom 15. bis 20. September der deutschen 2. Armee auch das XII. und XVIII. Armee-Korps nach Reims zugeführt wurde, erhöhte sich deren Truppenzahl wieder auf 36 Divisionen (davon sechs Kavalleriedivisionen), d. h. auf etwa 720.000 Mann, was die Aisne-Front nachhaltig stabilisierte und auch eigene Gegenangriffe möglich machte.

## Ausgangspositionen

### Die neuen Abschnitte der 1. Armee

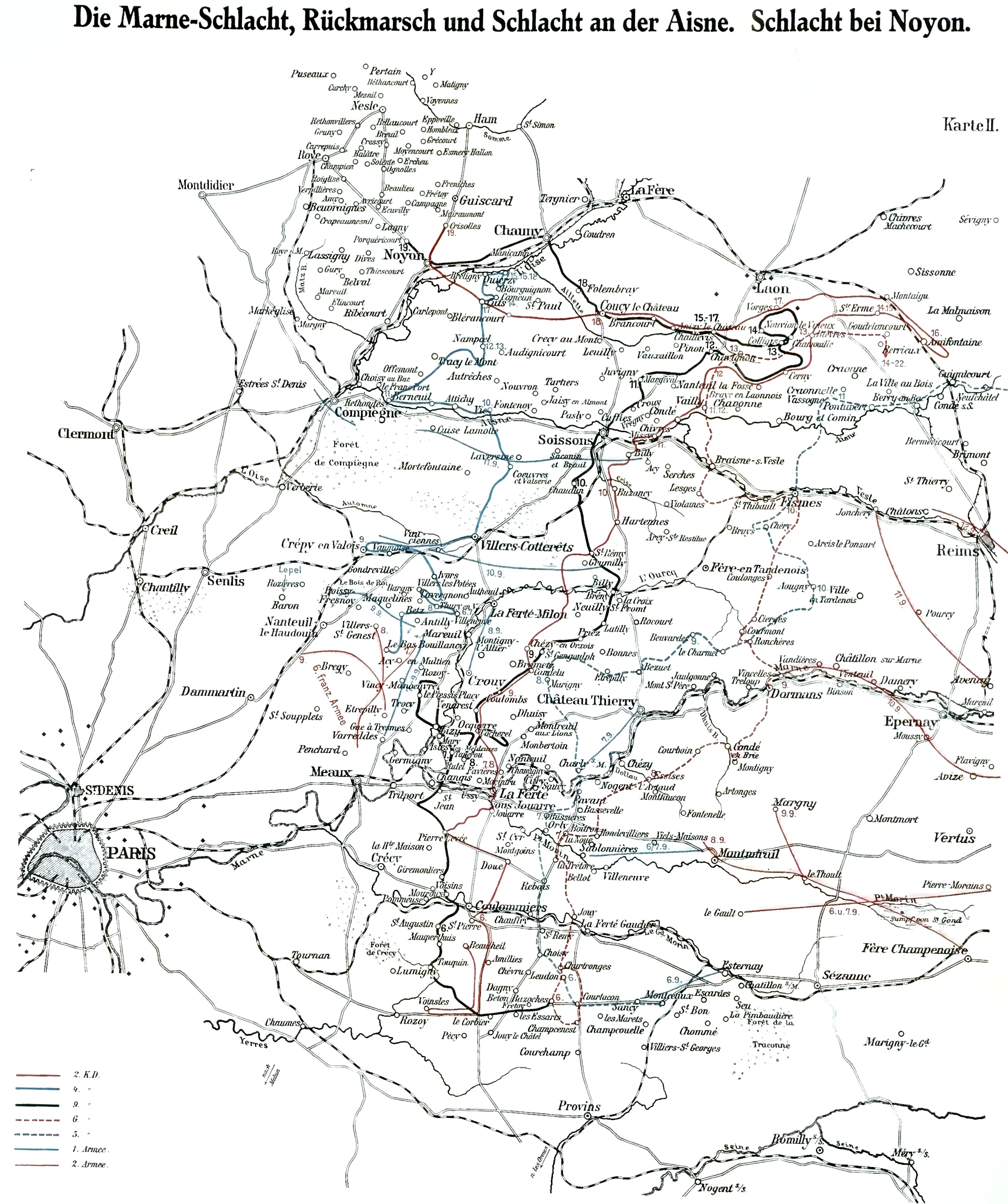
Übersichtsskizze des Rückzuges des rechten deutschen Flügels von der Marne zur Aisne

Am 12. September war die deutsche Front an der Aisne völlig neu geordnet worden: Das IX. Armee-Korps unter General von Quast bildete den äußersten rechten Flügel der 1. Armee unter Generaloberst von Kluck. Die 17. Division stand auf den Höhen von Attichy – Bitry, die 18. Division in der Gegend Autrêches und nördlich zur Abwehr bereit. Das IV. Armee-Korps unter General Sixt von Armin stand geschlossen mit der 7. und 8. Division südlich der Aisne zwischen Vic-sur-Aisne und Fontenoy. Anschließend folgte das II. Armee-Korps unter General von Linsingen mit 3. und 4. Division zwischen Soissons – Conde nördlich der Aisne. Als Reserve stand das IV. Reserve-Korps unter General von Gronau mit der 7. und 22. Reserve-Division nördlich der Aisne bei Nouvron. Unter dem Schutz der bereits den Chemin des Dames besetzenden Divisionen waren die noch südlich verbliebenen Teile der 1. Armee auf das nördliche Aisneufer zurückgegangen.
Das III. Armee-Korps unter General von Lochow besetzte mit der 5. Division unter Generalleutnant Wichura die Höhen von Condé und mit der 6. Division unter Generalleutnant Herhudt von Rohden die Gegend um Nanteuil-la-Fosse. Das II. Armee-Korps hielt mit der 3. Division unter Generalleutnant von Trossel die Crouy-Höhe und Bucy-le-Long und mit der 4. Division unter Generalleutnant von Pannewitz westlich davon die Höhen von Pasly. Das Höhere Kavallerie-Kommando Nr. 2 unter General von der Marwitz sicherte bei Berry- au Bac die seit 9. September offene Frontlücke gegenüber den alliierten Kavalleriekorps unter General Conneau. Das Höhere Kavallerie-Kommando Nr. 1 unter Generalleutnant von Richthofen deckte mit der 2. und 5. Kavallerie-Division bei Acy und Serches die linke Flanke; die 4. Kavallerie-Division unter Generalleutnant von Garnier deckte bei Compiègne den rechten Flügel der 1. Armee.

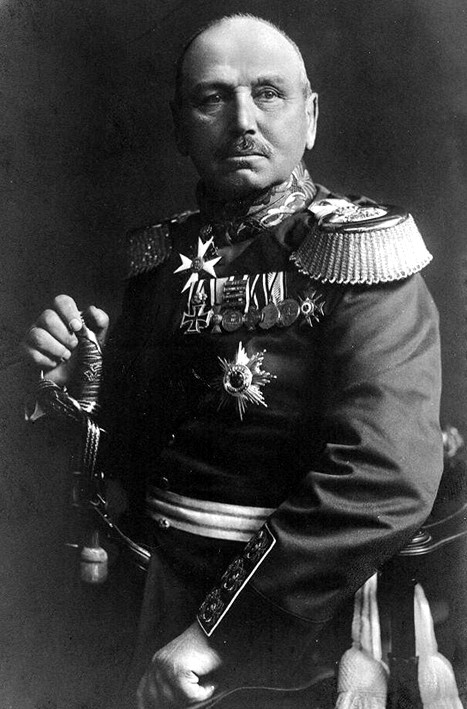
Alexander von Kluck

Nach dem Fall der französischen Festung Maubeuge (8. September 1914) wurde das freigewordene VII. Reserve-Korps sofort in Gewaltmärschen über Laon zur Verstärkung des linken Flügels der 1. Armee herangeführt.

### Die neuen Abschnitte der 2. und 3. Armee
Generaloberst von Bülow glaubte jetzt den weiteren Vormarsch des Gegners aufhalten zu können. An der Vesle zwischen Braisne und Fismes verfolgte das englische I. Corps unter General Douglas Haig weiter zur Aisne, in diesen bedrohten Abschnitt wurde jetzt das VII. Reserve-Korps eingeführt. Weiter nach Südosten hielt im Raum beiderseits Reims die 2. Armee den Vesle-Abschnitt besetzt: den rechten Flügel bildete das VII. Armee-Korps (ab 12. September General von Claer), das mit der 13. und 14. Division nördlich der Vesle auf Brimont zurückging. Anschließend folgte das X. Reserve-Korps unter General von Eben am südlichen Vesle-Ufer bis Cormontreuil. Im Anschluss folgte das X. Armee-Korps unter General von Emmich auf dem nördlichen Vesle-Ufer von Cormontreuil bis Prunay, das Gardekorps unter General Karl von Plettenberg folgte bis südwestlich Prosnes, wo der Anschluss zur 3. Armee erfolgte. Als Reserve verblieb der 2. Armee die 14. Division, die östlich Cernay und die 1. Garde-Division unter General von Hutier, die südwestlich Beine bereitgestellt wurde.
Der Rückzug der deutschen 3. Armee unter Generaloberst von Hausen verlief ab dem 11. September reibungslos: Das sächsische XIX. Armee-Korps unter General von Laffert brach zuerst auf, das sächsische XII. Armee-Korps unter General d’Elsa folgte dahinter, beide wurden der 2. Armee im nordwestlichen Vorfeld von Reims zugeführt. Das sächsische XII. Reserve-Korps unter General von Kirchbach überschritt unter dem Schutz von Nachhuten der 23. Division die Marne ungestört bei Condé und Vraux nach Norden. Nachdem die französische 9. Armee unter General Ferdinand Foch mit linken Flügel (9. Korps unter General Dubois) auf Vitry- le François vorging, erhielt Hausens Armee durch General von Moltke den Befehl, auf die Linie Thuizy – Suippes zurückzugehen. Der neue kürzere Abschnitt mit nur noch 25 Kilometern war mit der jetzt geringeren Truppenstärke der 3. Armee zu erklären. Dem XII. Reserve-Korps wurde der Abschnitt Thuizy – Prosnes, dem XII. Armee-Korps die Linie Fort St. Hilaire – Butte d’Infant zugeteilt, dem XIX. Armee-Korps anschließend der Abschnitt bis Suippes, wo Frontabschnitt der 4. Armee anschloss.

## Schlacht

### 12. September

#### Lage bei der 1. Armee
Am Vormittag des 12. September waren stärkere Kräfte der Briten aus der Gegend Fère-en-Tardenois und weiter westlich schwächere Kräfte der französischen 6. Armee unter General Joseph Maunoury bei Mortefontaine und Villers-Cotterêts im Vormarsch nach Norden. Trotz unübersichtlichen Geländes überschritten hier nachmittags die Alliierten die Aisne und griffen die deutsche 1. Armee zwischen Attichy – Soissons an. Am frühen Nachmittag war bereits die ganze Front an der Linie Berneuil – Condé – Vailly von starken Kräften angegriffen. Die 1. Armee deckte ihre rechte Flanke mit dem IX. Armee-Korps an der Linie Nampcel – Audignicourt – Autreches. Das IV. Reserve-Korps hielt die Höhen bei Nouvron, das IV. Armee-Korps den Abschnitt Cuisy en Almont – Pasly, das II. Armee-Korps von Cuffies bis zum Chivres – Abschnitt und das III. Armee-Korps die Höhen nördlich Condé, die 6. Division vorerst als Reserve dahinter. Der Höhere Kavallerie-Kommandeur 2 stand beim alliierten Angriff mit der 9. Kavallerie-Division unter General von Schmettow hinter der Front bei Vailly. Die rechte Armeeflanke auf dem Westufer der Oise im Gelände Roye – Noyon war derweil noch vom Feinde frei; dagegen entwickelte die verfolgende französische 6. Armee mit ihrem Zentrum (7. Korps des General Vautier) gegenüber dem deutschen IV. Armee-Korps im Laufe des Mittags bei Fontenoy starke Kräfte. General Maunourys rechter Flügel (5. Reserve-Gruppe unter General Lamaze) und die unabhängig operierende 45. Division unter General Drude festigten ihre Stellungen am nördlichen Aisne-Brückenkopf vor Crouy und Bucy-le-Long, einschließlich der von den deutschen Truppen geräumten Stadt Soissons.

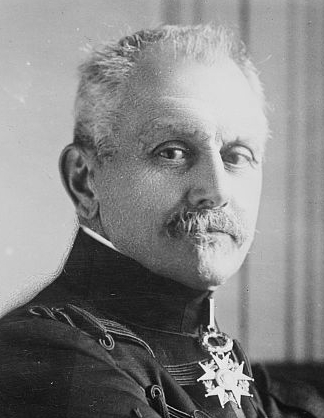
Michel-Joseph Maunoury

#### Lage bei der 2. Armee
Auch die Lage bei der 2. Armee verlief währenddessen äußerst ungünstig. Das französische 18. Korps unter General Maud’huy hatte das Kavalleriekorps Conneau in der Frontlücke abgelöst und drängte in den offenen Westflügel der 2. Armee ein. General Maud’huy hatte die Vesle überschritten und die Höhen von Saint Thierry gewonnen. Die Schließung dieser Lücke musste mangels Reserven, den ersten aus Lothringen anrollenden Teilen der 7. Armee überlassen werden. Noch in der Nacht vom 12. zum 13. September wurden die vordersten Teile des VII. Reserve-Korps aus Gegend südöstlich Laon auf die Höhen des Chemin des Dames vorgezogen um die Lücke endlich zu schließen.
Das XV. Armee-Korps unter General Berthold von Deimling – beendete derweil seine Ausladung bei St. Quentin und war im Anmarsch auf Laon.
Die 2. Armee versuchte an diesem Tag mit großer Mühe den wichtigen Vesle-Abschnitt beiderseits Reims zu halten. Zur Sperrung der wichtigsten Übergänge der Vesle und der noch bestehenden Frontlücke zur 1. Armee sollte die 13. Division Braisne und Fismes um jeden Preis zu halten versuchen.
Die französische 5. Armee unter General Franchet d’Esperey erzwang mit ihrem Zentrum, dem 3. Korps unter General Hache unter Zurückwerfung des deutschen VII. Armee-Korps den Übergang über die Vesle und drohte erneut den rechten Flügel der 2. Armee bei Muizon zu umfassen. Die 13. Division musste hier mit rechtem Flügel auf Bourg an der Aisne zurückweichen. Generaloberst von Bülow musste das dadurch an der rechten Flanke bedrohte X. Reserve-Korps aus der Linie Brimont – Reims zurücknehmen. Durch den Angriff des französischen rechten Flügels mit dem 1. und 10. Korps der Generale Deligny und Defforges, musste das deutsche X. Armee-Korps die Stadt Reims aufgeben. Die 19. Division unter Generalleutnant Hofmann musste auf Betheny zurückweichen; unter ihrem Schutz ging auch die 19. Reserve-Division durch Reims auf Cernay zurück und nahm dort Anschluss an den rechten Flügel des X. Armee-Korps.

### 13. September
Für den 13. September ordnete Generaloberst von Kluck erneut das unbedingte Halten des bedrängten Aisne-Abschnittes an, – der Feind sollte im Gegenangriff zurückgeworfen werden, ferner wurden alle Maßnahmen getroffen, um den rechten Flügel der 2. Armee zu verstärken und die noch vorhandene Frontlücke endlich zu schließen. In der Nacht auf den 13. September überquerten die Briten die Aisne auf Pontons. Die 1. Division (Generalmajor Samuel Lomax) war bei Bourg-et-Comin und die 2. Division (Generalmajor Charles Monro) bei Pont-Arcy und bei Chavonne über die Aisne gegangen. Die Verbände des I. Corps bildeten am nördlichen Flussufer einen Brückenkopf bei Verneuil.

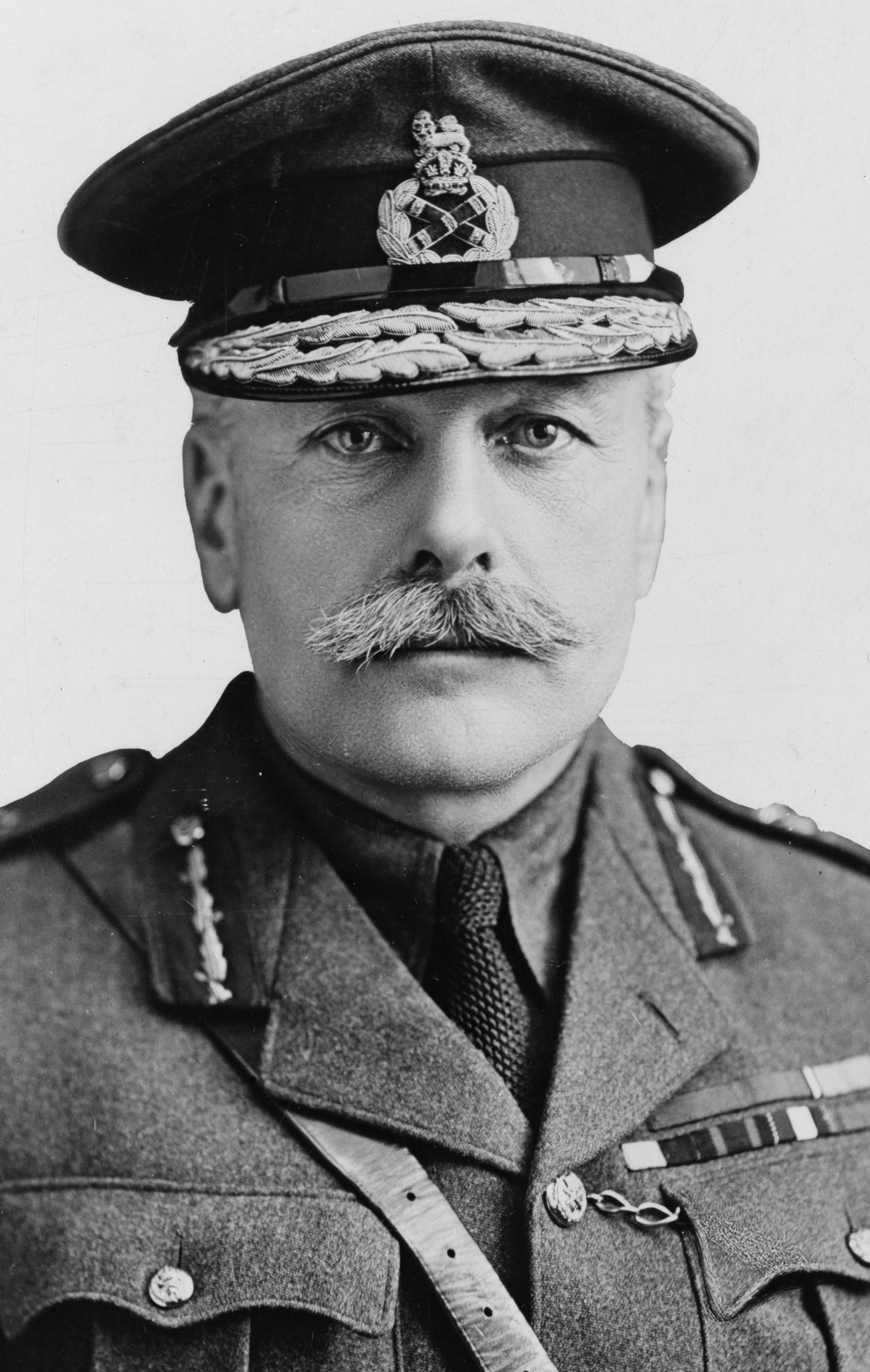
Douglas Haig

Bei Chivres östlich von Venizel und bei Vailly kam es zu schweren Kämpfen des deutschen III. Armee-Korps unter General von Lochow mit dem englischen 2. Korps unter General Smith-Dorrien. Das östliche Ende des Chemin des Dames bildete ein Vorgebirge, das in die Ebene zwischen Laon und Reims hineinragt. Gegen diesen Abschnitt rückte das französische 18. Korps vor, seine Truppen überquerten die Aisne bei Maizy und eroberten den östlichen Hang des schmalen Plateaus, einschließlich Craonne. Das deutsche VII. Reserve-Korps griff jetzt mit der 13. und 14. Reserve-Division in die Schlacht ein, man rang mit den Engländern um die Hochfläche von Montherauld, zwischen Coutençon und Craonne. Die zuerst eintreffende 28. Reserve-Brigade unter Generalmajor Neuhauß ging sofort zum Gegenangriff über und erlitt durch die englische Artillerie schwere Verluste, die wichtige nördliche Plateau-Stellung hielt sie aber eisern, bis weitere Teile der 13. Reserve-Division unter Generalleutnant von Kühne eintrafen. Die deutsche 5. Kavallerie-Division opferte sich währenddessen bei Corbeny und hielt Anschluss an die Abteilung des Generalmajors Steinmetz, die ihrerseits bei Berry-au-Bac die Verbindung zum VII. Armee-Korps herstellen konnte. Zwischen Pontavert und Brimont mussten die deutsche 13. und 14. Division vor den Reservedivisionen des Generals Valabrègue zurückgehen.

### 14. September
Bei der 1. Armee lief der Angriff des englischen 2. Korps auf die Höhen von Chivres und Vregny ebenfalls fest, bei Conde wies das III. Armee-Korps alle Angriffe zurück; auch am rechten Flügel konnte das 4. Reserve-Korps die Angriffe der französischen 6. Armee auf Morsain und die Höhen von Nouvron abweisen.

#### Kampf um den Chemin des Dames
Am Vormittag begann General French aus der Linie südlich Courtecon – Oucles – Ailles – Craonnelle den Beschuss der Linien des VII. Reserve-Korps mit nachgezogener schwerer Artillerie. Der erneute Infanterieangriff der Briten zwischen Courtecon und um Hurtebise, hier gegen Soldaten der 8. Kompanie des 2. Oberrheinisches Infanterie-Regiment Nr. 99, wurde kräftig fortgesetzt. Das 1. Korps unter General Haig gewann bald Raum in nördlicher Richtung auf Monthenault und drängte die 14. Reserve-Division auf die Ailette zurück, den rechten Flügel des Angriffes deckte dabei die Kavalleriedivision des Generals Allenby. Der britischen 1. Division unter General Lomax gelang es bei Moulins mit der 5. Brigade unter General Haking die Höhenstellung bei Tilleul de Courtecon zu erstürmen. Der Angriff der 2. Brigade unter General Bulfin kam nicht über Paissy hinaus, links davon lief der Angriff der 2. Division unter General Monro mit der 6. Brigade unter General Davies ebenfalls fest. Die 3. Division unter General Hamilton geriet am Ostelrücken in schweres Abwehrfeuer und musste auf Chavonne zurückgehen. Der Nordhang des Chemin des Dames bei Monthenault konnte von den Deutschen gehalten werden.

#### Eingreifen der deutschen 7. Armee

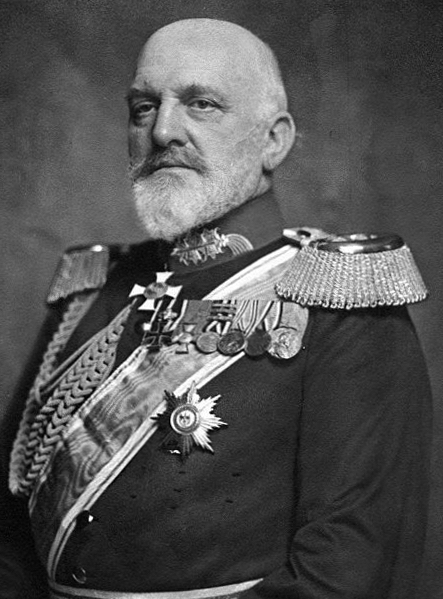
Generaloberst Josias von Heeringen

Bereits am Abend des 13. September waren erste Teile des VII. Reserve-Korps auf die Höhen des Chemin des Dames vorgezogen worden, um den gegnerischen Angriff zu stoppen. Ohne das rechtzeitige Eingreifen der vor Maubeuge freigewordenen 13. und 14. Reserve-Division hätte ein Durchbruch der Briten zwischen der deutschen 1. und 2. Armee schwerlich verhindert werden können. Das VII. Reserve-Korps wurde zunächst von der Hochfläche von Monthenauld geworfen und auf die Ailette zurückgedrängt, hielt sich dann aber an der Linie zwischen Courtecon und Craonne. Gegenüber den linken Flügel der französischen 5. Armee griff das aus Lothringen kommende deutsche XV. Armeekorps (General von Deimling) in die Schlacht ein: die Vorhut der 39. Division (Generalleutnant von Kathen) verstärkte die deutsche Abwehrkämpfe bei Corbeny. Die darauf eintreffende 30. Division (Generalleutnant Wild von Hohenborn) konnte bei Bourconville (nördlich Craonne) alle Angriffe des französischen 18. Korps stoppen. Der Angriff der französischen 36. Division bei Ailles wurde gleichfalls zurückgeschlagen. Zur einheitlichen Befehlsführung an der Aisnefront zwischen Vailly und Berry-au-Bac wurde das AOK 7 etabliert. Generaloberst von Heeringen und sein Stabschef Generalleutnant von Hänisch erreichten bald die Festigung der Front am Chemin des Dames.

### 15. September

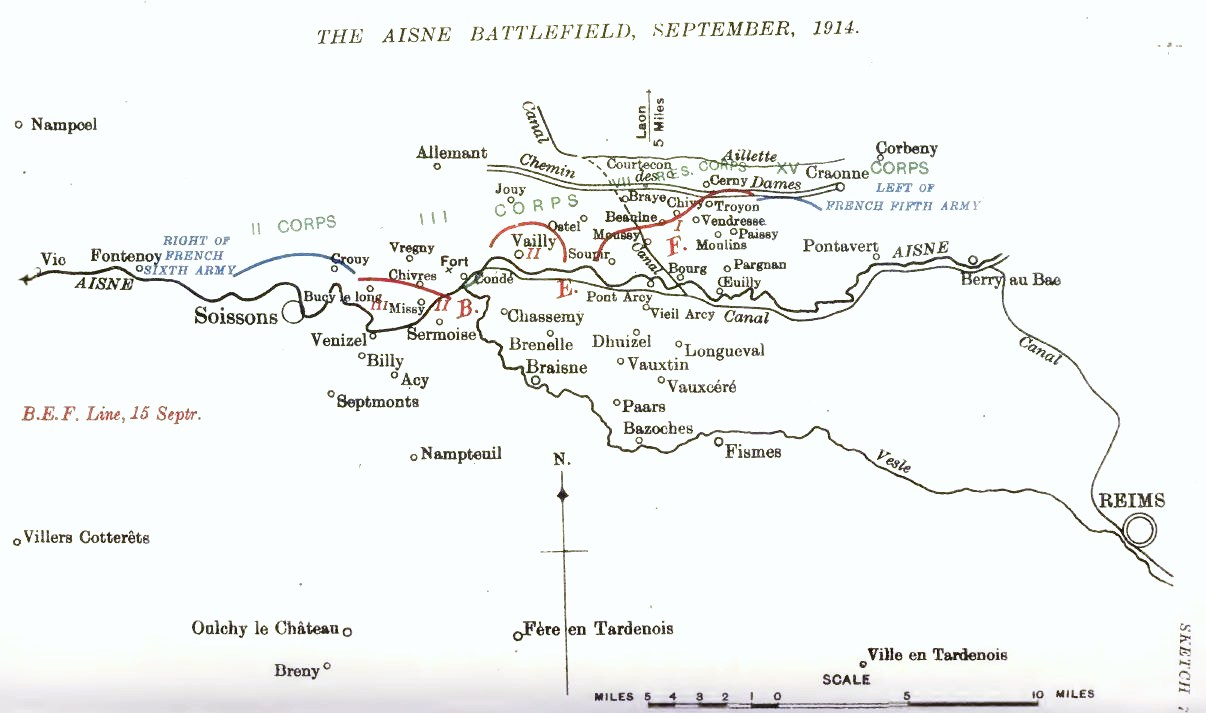
Die Front des Britischen Expeditionskorps (rote Linie) am 15. September

#### 1. Armee
Bei der französischen 6. Armee konnte die 45. Division unter General Drude den Ort Crouy nehmen, lief dann aber am Widerstand des deutschen II. Armee-Korps bei Sous la Pierroire fest. Am linken Flügel erlahmte der Angriff des französischen 4. Korps ebenso, wie im Zentrum der des 7. Korps an der Linie Pasly-Bitry-St. Crepin. Links außen bedrohte das neu herangeführte französische 13. Korps bei Carlepont den rechten Flügel Klucks durch Umfassungsangriffe. Das Eintreffen der 18. Reserve-Division des aus Belgien herangeführten IX. Reserve-Korps im Raum Noyon brachte die notwendige Entlastung.

#### 2. und 3. Armee
Generaloberst Bülow und sein Stabschef, Generalmajor von Lauenstein, bemerkten die Ermüdung der Gegner im Ringen um den Chemin des Dames und versuchten durch eigene Gegenangriffe die Initiative zurückzugewinnen.
Die deutsche 2. Armee war durch Abgaben der 3. und 4. Armee erheblich verstärkt und neu formiert worden. Nach Südosten in Richtung auf Reims erfolgten weitere Umgruppierungen: hier wurde das XVIII. Armee-Korps unter General von Schenck südlich folgend mit der 25. und 21. Division zwischen La Neuville und Brimont eingeschoben. Im Anschluss folgte das X. Armee-Korps mit der neu zugeteilten 2. Garde-Division unter General von Winckler und der 19. Division zwischen Brimont und Betheney, das X. Reserve-Korps mit der 19. Reserve-Division das Cernay Plateau östlich Reims. Gegenüber dem französischen 9. Korps sicherte als linker Flügel der 2. Armee die 2. Garde-Division, diese wurde wiederum am 18. September durch die 12. Division unter General Chales de Beaulieu freigemacht und in den Raum Arras verlegt.
Die deutsche 3. Armee verblieb zwischen Prosnes und Suippes in defensiver Abwehrstellung. Ihr ehemaliges XII. Armee-Korps (sächsische 32. und 23. Division) wurde jetzt als linker Flügel der 7. Armee unterstellt und zwischen Craonne und Pontavert in die Front eingegliedert. Das VII. Armee-Korps, bisher der linke Flügel der 2. Armee, wurde nordwärts bis zum Eintreffen des XII. Armee-Korps verlängert, es baute von Loivre bis Oranville eine neue Front auf.

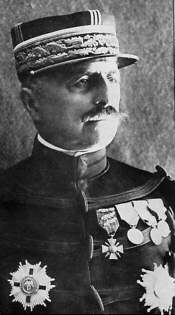
Louis Félix Marie Franchet d’Espèrey

#### Gegenangriff der 7. Armee
Der deutsche Gegenangriff am 15. September begann mit der 39. Division des XV. Armee-Korps, Corbeny samt der Hochfläche von Craonne wurde zurückerobert. Die 30. Division erstürmte Craonne. Das britische I. Korps unter General Haig musste vor dem geschwächten deutschen VII. Reserve-Korps die Angriffe auf Monthenault wegen beidseitiger Ermüdung vorerst einstellen, es war gezwungen sich auf der Hochfläche von Ostel einzugraben. Südlich Torcy und westlich Vailly war das britische II. Korps unter General Smith-Dorrien am Widerstand des Korps Lochow ebenfalls völlig festgefahren. Die deutsche 5. Division hielt die Höhen nördlich Conde zwischen Vregny und Celles eisern fest. Auch der Angriff des englischen III. Korps unter General Pulteney war gegenüber der deutschen 3. Division nicht über die Linie Missy – Bucy-le-long hinausgekommen und musste sich auf der südlichen Hochfläche südlich Vregny ebenfalls eingraben. Das deutsche XII. Armee-Korps setzte sich auf den Höhen von Menneville am rechten Aisneufer fest und griff die rechte Flanke des französischen 18. Korps in Richtung Pentavert – Bary-au Bacon an. General Maud’huy hielt im Zentrum auf der Hochfläche zwischen Craonne und Hurtebise weiterhin stand, wurde aber durch den Gegenangriff der sächsischen 23. Division unter Generalleutnant von Lindemann in seine rechte Flanke bei Juvincourt auf den Südhang des Plateaus zurückgedrängt. Die französische 36. Division ging auf die Linie Ouchy-Poissy zurück, die anschließende 35. Division hielt weiterhin gegenüber der deutschen 82. Infanterie-Brigade in Craonnelle stand.

### 16. September
Gegenüber der Front der Armee Kluck begann die französische 6. Armee mit dem 4. Korps unter General Boëlle einen Angriff zwischen Ribecourt – Nampcel. Die 18. Reserve-Division ging zwischen Semigny und Pontoise bis zum Waldrand nordöstlich von Carlepont vor. Die 17. Reserve-Division war im Vorgehen von Thiescourt auf Ribecourt. Beide Divisionen liefen nordöstlich von Carlepont am Widerstand des französischen XIII. Korps fest. Die 7. Kavallerie-Division sicherte die rechte Flanke bei Margny und scheiterte beim Versuch über Lassigny auf Compiegne vorzugehen. Unterstützt von der 37. Division unter General Brulard wurde die Naht zwischen dem deutschen IX. Armee-Korps und IX. Reserve-Korps unter General der Infanterie von Boehn durchbrochen und ein Keil von 3 Kilometer Tiefe in die deutsche Front geschlagen. Der Einsatz der in Reserve gehaltenen 4. Kavallerie-Division und der schnelle Gegenstoß der 18. Reserve-Division stabilisierten diesen Frontabschnitt. Dabei wurde die 3. Division des II. Armee-Korps vom Höhengelände bei Vregny freigemacht, um die offene Flanke des IV. Reserve-Korps abzusichern. Das IX. Armee-Korps hielt danach eine etwas eingebuchtete Frontlinie nördlich des Waldes von Aigle, auf den Höhen von Torcy – Carlepont bis Nampcel.
Marschall Joffre befahl am 16. September seinem 1. Korps (General Deligny) den Angriff bei Reims zu erneuern, um das 18. Korps am Nordflügel zu entlasten. Sowohl dieser Angriff, wie der Angriff des 9. Korps (General Dubois) der nach Osten anschließenden 9. Armee unter General Foch gegen den Abschnitt Mesnil-Aubérive-Prosnes wurde von der deutschen 3. Armee zurückgeschlagen.

### 17. September
Bei Noyon wurde der äußerste rechte Flügel der deutschen 1. Armee nach Westen verlängert, die 7. Kavallerie-Division unter Generalleutnant von Heydebreck übernahm die Deckung gegenüber den Flankenstoß des französischen Kavalleriekorps unter Bridoux. General von Boehn griff mit der 17. Reserve-Division an der Linie Margu – Eglise – Ribecourt energisch an und warf die Franzosen auf ihre Ausgangsstellungen an der Matz zurück. Im Mittelabschnitt konnte das deutsche XV. Armee-Korps die Linie Courtecon – Cerny – Craonne – Corbeny vollkommen stabilisieren, der gegnerische Brückenkopf am nördlichen Aisneufer blieb weiterhin drohend bestehen. Die deutsche 1. Armee hielt ihre Höhenstellungen erfolgreich, das III. Armee-Korps konnte sogar aus der Front gezogen werden und als Reserve freigemacht werden.

### 18. September
Marschall Joffre musste am 18. September das französische 1. Korps unter General Deligny aus der stockenden Angriffsfront der 5. Armee bei Reims herausziehen und verlegte es zur Stabilisierung des äußeren linken Flügel der 6. Armee. Das deutsche VII. Armee-Korps unter General von Claer erkämpfte sich derweil die neue Linie Orainville – Merlet – Aguilcourt – Guignicourt, das X. Reserve-Korps unter General von Eben griff gegen die Nordwestfront von Reims an, blieb aber ohne ausreichende Artillerieunterstützung vor dem Widerstand des französischen 10. Korps liegen.

### 20. September
Am 20. September gewann der rechte Flügel der 1. Armee mit dem IX. Armee-Korps die Linie Bailly-Tracy le Val und die westlicher anschließende 18. Reserve-Division die Linie nördlich Puisaleine-Autrêches. Der rechte Flügel Klucks hatte seinen Erfolg vor allem dem Angriffsschwung des frisch heran geführten IX. Reserve-Korps zu verdanken. Die bayerische 4. Brigade und die 17. Reserve-Division sicherten rechts außen die Linie Lassigny-Dreslincourt. Das X. Reserve-Korps konnte bei Reims das gegenüberliegende französische 10. Korps auf die Linie Loive-Courcy zurückdrängen. Das deutsche VI. Armee-Korps unter General von Pritzelwitz wurde der 4. Armee bei Binarville entzogen und vorerst an der Naht zwischen 2. und 3. Armee eingeschoben, um die kampfstärkere 2. Garde-Division bei Prunay freizumachen. Wegen der beginnenden Truppenverlegungen nach Norden wurde auch das gegenüberliegende französische 9. Korps unter General Dubois aus der Front gezogen und nach Amiens verschoben. Der Stab der französischen 9. Armee im gleichen Abschnitt wurde infolgedessen aufgelöst, dessen Führer General Foch wurde zum Oberbefehlshaber der in Flandern neu gebildeten Heeresgruppe Nord. Gleichzeitig erfolgt ein allgemeines Abflauen der Kämpfe an der Aisne. Generaloberst Bülow hatte bereits mehrere Korps für eine Gegenoffensive gesammelt, sah jetzt aber ein, dass die Entscheidung nicht mehr an der Aisne, sondern beim Wettlauf zum Meer erfolgen musste. Außerdem verstärkte das Eintreffen der britischen 5. Division den nördlichen Aisnebrückenkopf und verursachte an diesem Abschnitt eine beidseitige Pattstellung.

### Schlussphase, 25. bis 28. September
Die Schlacht an der Aisne wurde zwischen 25. und 28. September infolge des beginnenden Wettlaufes zum Meer in einer zweiten Phase zur gegenseitigen Truppenbindung nochmals aufgenommen.
Die aus Lothringen geholte französische 2. Armee unter General Castelnau wurde aus dem Raum Lassigny weiter nach Nordwesten an die Avre verlegt, um bei Noyon die vorspringende rechte Flanke der deutschen 1. Armee anzugreifen und zu umfassen. Castelnau befahl den frontalen Angriff auf die deutschen Stellungen, die bereits mit frischen Kräften aus dem Raum Reims verstärkt worden waren. Der französische Angriff traf sofort auf heftigen Widerstand, gefolgt von deutschen Gegenangriffen. Gezwungen, den Abzug seiner Truppen in den Raum westlich von Noyon zu befehlen, entschied sich Castelnau gegen weitere Angriffe.
Auch die Deutschen führten weitere Gegenangriffe, weil sie befürchteten, dass die Alliierten  neue Stellungen auf den Hochebenen einnehmen können und dass irgendein Punkt auf dem Chemin des Dames in alliierter Hand verblieb.
Im Zentrum versuchten sie, die Gegner am Fuße des Vorsprunges bei Vailly zu vertreiben. Die Dörfer, Bauernhöfe, Hügel und Terrassen am südlichen Plateau des Chemin des Dames wurden weiter befestigt und bildeten eine uneinnehmbare Front.
In der Nacht vom 25. auf den 26. September richteten sich die deutschen Gegenangriffe auf die rechte Flanke der französischen 5. Armee: Das 3. Corps wurde zwischen Le Godat und Loivre westlich von Brimont angegriffen und verteidigte sich energisch. Zwei Divisionskommandeure unter dem Kommando von General Hache bewährten sich: links Pétain, Kommandeur der 6. Division, rechts Mangin, Kommandeur der 5. Division. Die Deutschen wurden, nachdem sie für einen Moment den Seitenkanal der Aisne passiert hatten, auf das andere Ufer zurückgedrängt. Am 26. September wurde die ganze Front des französischen 18. Corps angegriffen. Die Deutschen wollen um jeden Preis die südliche Zugänge zum Chemin des Dames kontrollieren. Die 38. Division (General Paul Muteau) wehrte auf dem Moulin de Vauclerc-Plateau den Angriff überlegener Kräfte unter schweren Verlusten ab. Die 36. Division (General Théophile Jouannic) kam südlich von Hurtebise in Bedrängnis, konnte aber ihre alten Stellungen behaupten; die 35. Division (General Charles Marie Exelmans) schlug die Angriffe an den nördlichen Rändern des Beau Marais Wood erfolgreich ab.
Die Entscheidung sollte Ende September weiter nördlich fallen, die neu aufgestellte 10. Armee unter dem Kommando von General Maud’huy eröffnete die Erste Schlacht von Arras.

## Folgen

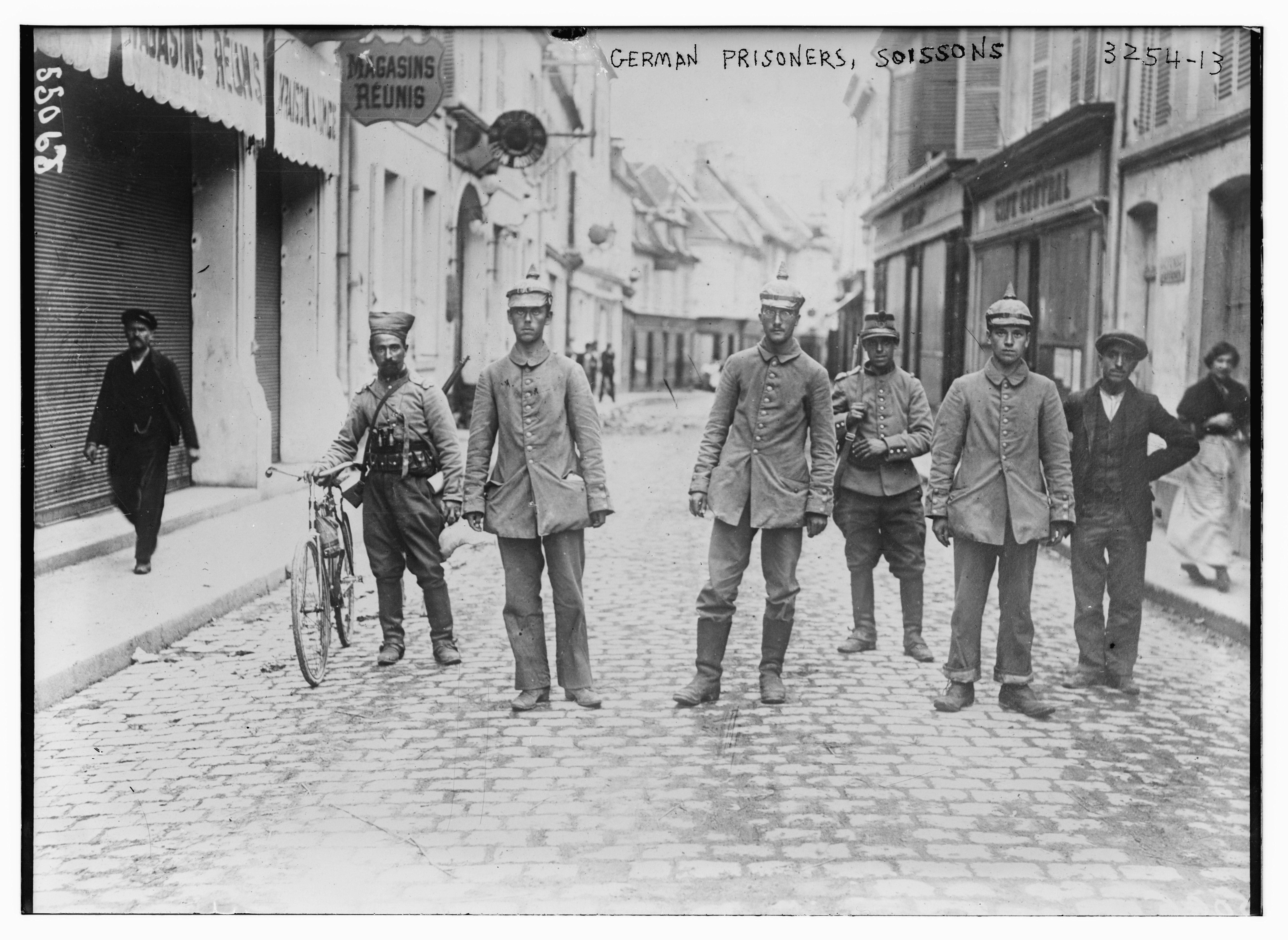
Deutsche Kriegsgefangene und französische Soldaten in Soissons

Über die schweren Verluste in der Aisneschlacht schwiegen beide Seiten beharrlich und es ist zu vermuten, dass sie wie in der Marneschlacht sehr hoch gewesen sind. Nachdem Joffres Durchbruchsversuch an der Aisne gescheitert war, ließ er zwei Armeeführer und sieben Korpsführer ersetzen, weitere 33 bereits überalterte Truppenführer, welche mit der modern gewordenen Truppenführung nicht mehr vertraut waren, wurden verabschiedet. Schon am 14. September entschloss sich Kaiser Wilhelm II., den bisherigen Chef der Heeresleitung Generaloberst von Moltke durch den energischeren General Erich von Falkenhayn zu ersetzen. Falkenhayn, der neue Chef der Heeresleitung, sah die Aisnefront als ausreichend stabil und begann ab dem 25. September sofort mit der Verlegung der 4. Armee nach Flandern, um den einsetzenden Wettlauf zum Meer vor den Entente-Truppen zu beginnen.
Anfang Oktober 1914 war auch das Gleichgewicht der gesamten Truppenstärke an der Westfront hergestellt – 85,5 alliierte Divisionen standen jetzt 84 deutschen Divisionen gegenüber. Das Ringen um die Bildung der Front zur Nordsee bestimmte jetzt den neuen Schwerpunkt der Fortführung des Krieges. Die britische Armee wurde daher bis Anfang Oktober 1914 aus der Aisnefront herausgezogen, ebenso wurden bei den Deutschen nacheinander das Gardekorps, das IV., VII., XV., XIX. und XVIII. Armee-Korps abgezogen, um gleichfalls am Wettlauf nach Norden teilzunehmen. Den freigewordenen Abschnitt der Briten am Chemin des Dames füllten das von der Reimser Front herangeführte französische 1. Korps und das 10. Korps.
Zwischen 6. und 13. November folgten letzte Versuche der Franzosen, das Höhenplateau zwischen Ostel und Braye doch noch zu erobern, doch der heftige deutsche Widerstand bei La Cour-Soupir und Chavonne verhinderte diese Absicht. Ab Mitte November 1914 erstarrte die Front am Chemin des Dames zum Stellungskrieg. Die Front an der Aisne verblieb die nächsten Kriegsjahre bis ins Frühjahr 1918 ohne große Veränderungen. Erst im April und Juni 1917 erfolgten während der „Nivelle-Offensive“ an der Aisne neuerlich französische Massenangriffe (2. Schlacht an der Aisne), welche wieder von den deutschen Truppen abgewiesen werden konnten.